# Campionati cileni di ski cross 2016
I Campionati cileni di ski cross 2016 si sono svolti ad Antillanca il 21 settembre. Il programma ha incluso sia la gara femminile che la gara maschile. 
Trattandosi di competizioni valide anche ai fini del punteggio FIS, vi hanno partecipato anche sciatori di altre federazioni, senza che questo consentisse loro di concorrere al titolo nazionale cileno.

## Risultati

### Uomini
| Pos. | Atleta           | Nazione     |
| ---- | ---------------- | ----------- |
| 1    | Roman Ilin       | Russia      |
| 2    | Sergey Ridzik    | Russia      |
| 3    | Brant Crossan    | Stati Uniti |
| 4    | Guillaume Libert | Francia     |
| 5    | Joaquin Valdes   | Cile        |
| 6    | Sloan Ruhl       | Stati Uniti |
| 7    | Alexander Dawson | Stati Uniti |
| 8    | Eduardo Soler    | Cile        |
| 9    | Russell Malm     | Stati Uniti |
| 10   | Roberto Negrin   | Cile        |

### Donne
| Pos. | Atleta                  | Nazione     |
| ---- | ----------------------- | ----------- |
| 1    | Tania Prymak            | Stati Uniti |
| 2    | Antoinette Tansley      | Canada      |
| 3    | Magdalena Casas Cordero | Cile        |
| 4    | Maria Jose Figueroa     | Cile        |
| 5    | Maria Jesus Arriagada   | Cile        |